# Kedungjaya (Kedawung)
Kedungjaya is een bestuurslaag in het regentschap Cirebon van de provincie West-Java, Indonesië. Kedungjaya telt 10.028 inwoners (volkstelling 2010).